# Красиловка (Козелецкий район)
Краси́ловка (укр. Красилівка) — село в Козелецком районе Черниговской области Украины. Население 978 человек. Занимает площадь 6,484 км². Расположено на реке Малофа. В селе расположена Покровская церковь — православный храм и памятник архитектуры местного значения.
Код КОАТУУ: 7422084201. Почтовый индекс: 17031. Телефонный код: +380 4646.

## Власть
Орган местного самоуправления — Красиловский сельский совет. Почтовый адрес: 17031, Черниговская обл., Козелецкий р-н, с. Красиловка, ул. Щорса, 74.